# Rio Brădetul (Tălmăcuţa)
O Rio Brădetul é um rio da Romênia afluente do Rio Tălmăcuţa, localizado no distrito de Sibiu.